# 秦力山
秦力山（1877年—1906年11月11日），名鼎彝，又名邮，字力山，别号遁公、巩黄，以字行。原籍江苏吴县，出生于湖南善化县（今长沙县）。

## 生平
秦力山之父秦文炳，曾在县署任刑名师爷。1898年春，秦力山以第二名的成绩考入善化县学。当时维新运动在湖南兴起，秦力山经常到南学会听讲演，敬重康有为、梁启超、谭嗣同、唐才常等维新派人士。戊戌政变后，秦力山被梁启超召到日本，留学东京高等大同学校。在校期间，他同进步留学生以及兴中会会员来往密切。

1900年夏，秦力山到天津联系义和团，欲改变义和团“扶清灭洋”的口号，但未果。此后，秦力山到武汉参加唐才常等领导的自立军，任前军统领。1900年7月，他到安徽主持大通一路自立军起义，和清军激战几日后失败。此后他到新加坡，闻知康有为贪污公款，遂与康有为绝交。其后，他到日本东京，和陈犹龙等人一同责问梁启超。

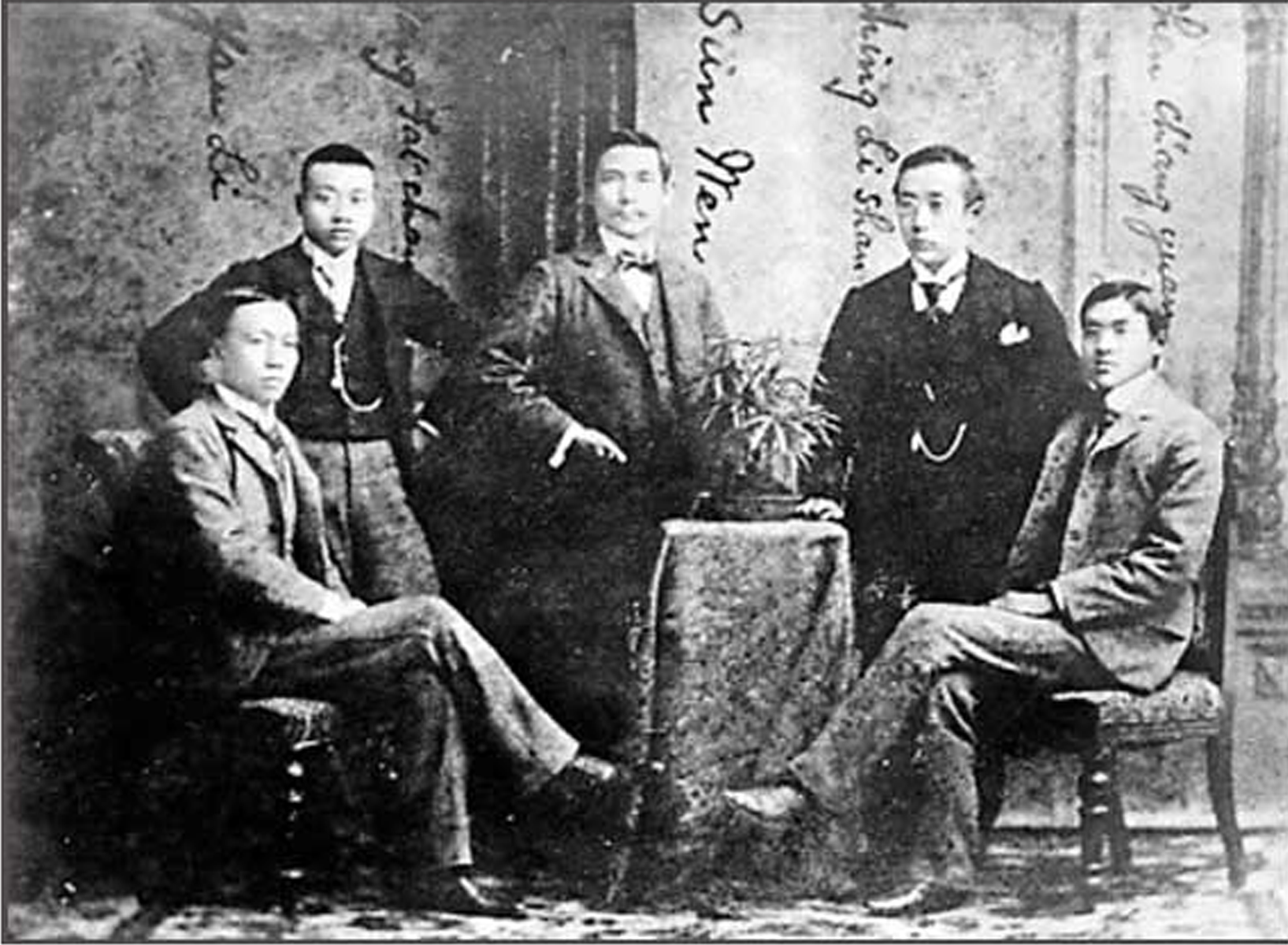
孫文與起義失敗的自立軍骨幹人物合影（1900年冬攝于日本東京）。左起︰尢列、唐才質、孫文、秦力山、沈翔雲

1901年4月，在孙中山的资助下，秦力山和戢翼翚、沈翔云等人创办中国留日学生界的第一份革命刊物《国民报》，秦力山任总编辑。他还组织国民会，宣传革命和仇满。不久，秦力山和张继等组织兴亚会，倡导中国和日本两国同时革命并建立共和国。1902年3月，秦力山和章太炎等共十人发起支那亡国二百四十二年纪念会，号召反对满清。1902年冬，秦力山离开东京回中国，在上海参与编辑《大陆报》，又独自创办《少年中国报》。后因缺乏资本，他只得放弃办报，转而在长江中下游及广东运动会党，屡次遭到清政府通缉。1905年春，秦力山自香港经新加坡到缅甸，向缅甸华侨宣传反清革命。在缅甸期间，他成功劝说侨领庄银安等人放弃保皇，他还写了《敬告缅甸之同胞》等文章，参与改革了仰光中华义学，并撰写了《说革命》24章。1906年春末夏初之际，秦力山居住在腊戍，与各方进行联络。此后不久，他离开缅甸到云南干崖开办学堂，教育少数民族子弟，并向当地少数民族土司宣传反清革命，为同盟会在云南的活动奠定了基础。
1906年11月11日，秦力山因水土不服又染上瘴气而病逝于干崖。享年29岁。